# Jose Burciaga Jr.
Jose Luis Burciaga Jr. (Oak Cliff, 16 novembre 1981) è un ex calciatore statunitense, di ruolo difensore.